# Aussonne
Aussonne – miejscowość i gmina we Francji, w regionie Oksytania, w departamencie Górna Garonna.
Według danych na rok 1990 gminę zamieszkiwało 4000 osób, a gęstość zaludnienia wynosiła 291 osób/km² (wśród 3020 gmin regionu Midi-Pyrénées Aussonne plasuje się na 77. miejscu pod względem liczby ludności, natomiast pod względem powierzchni na miejscu 837.).

## Zabytki

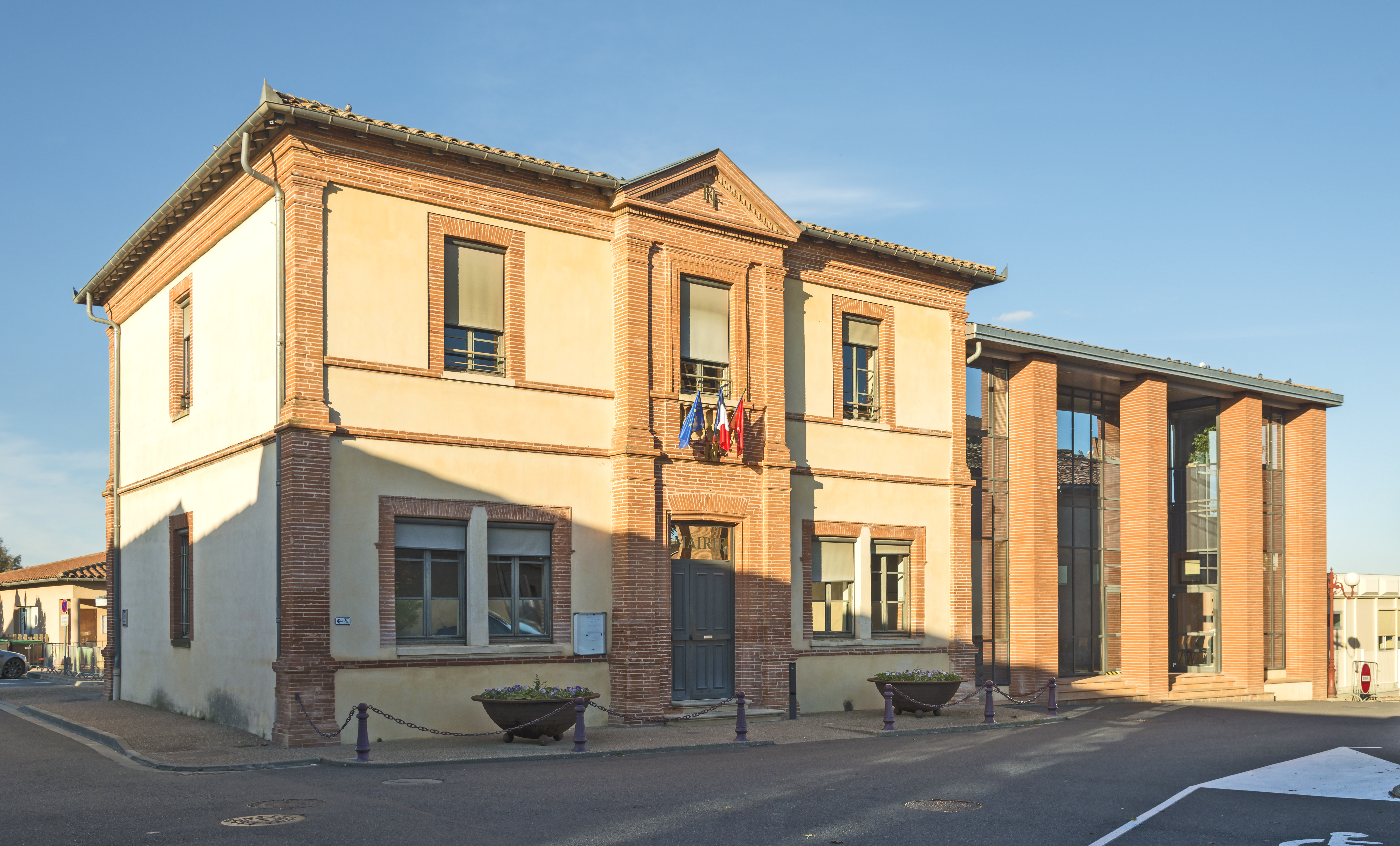
Ratusz
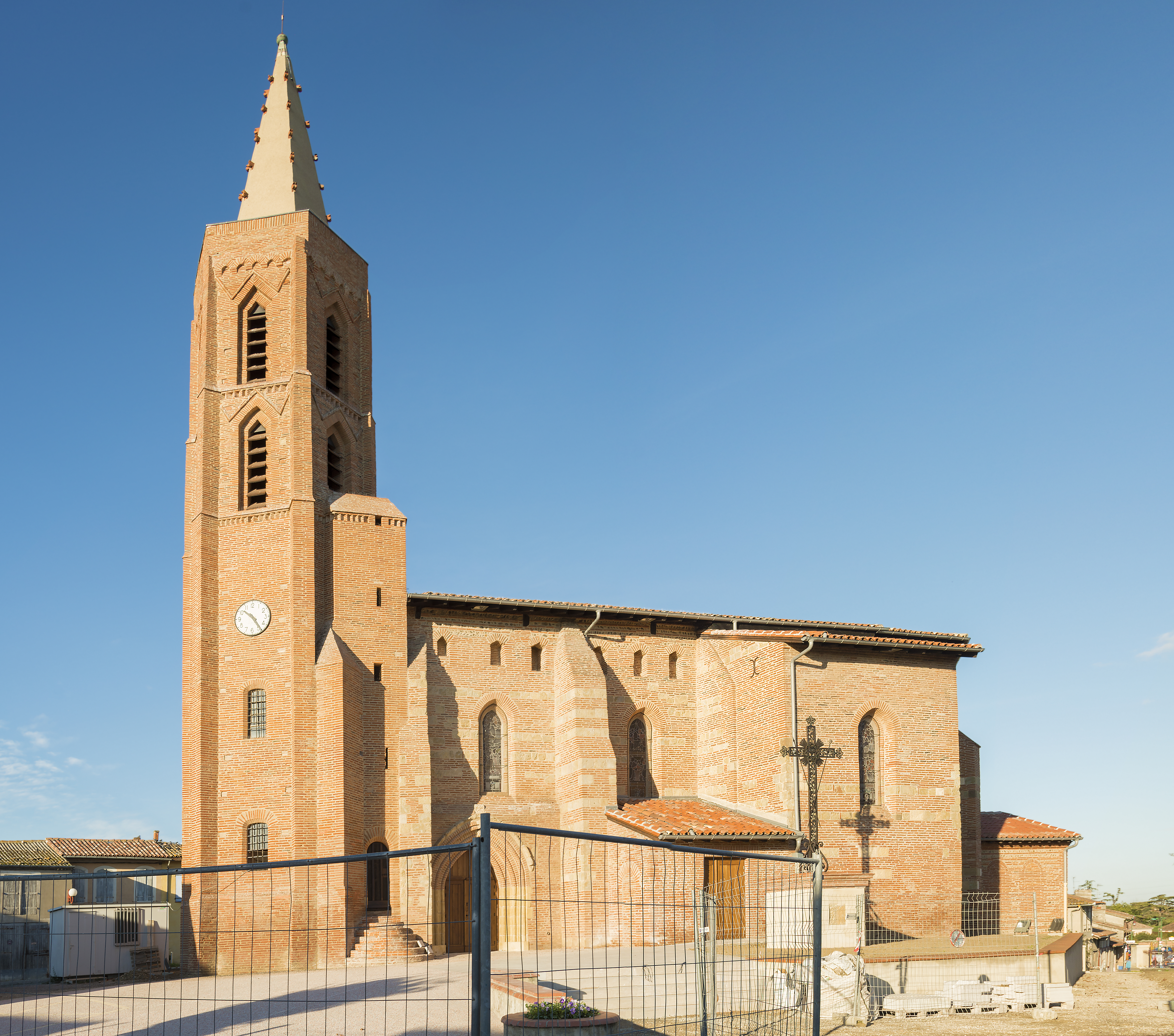
Kościół
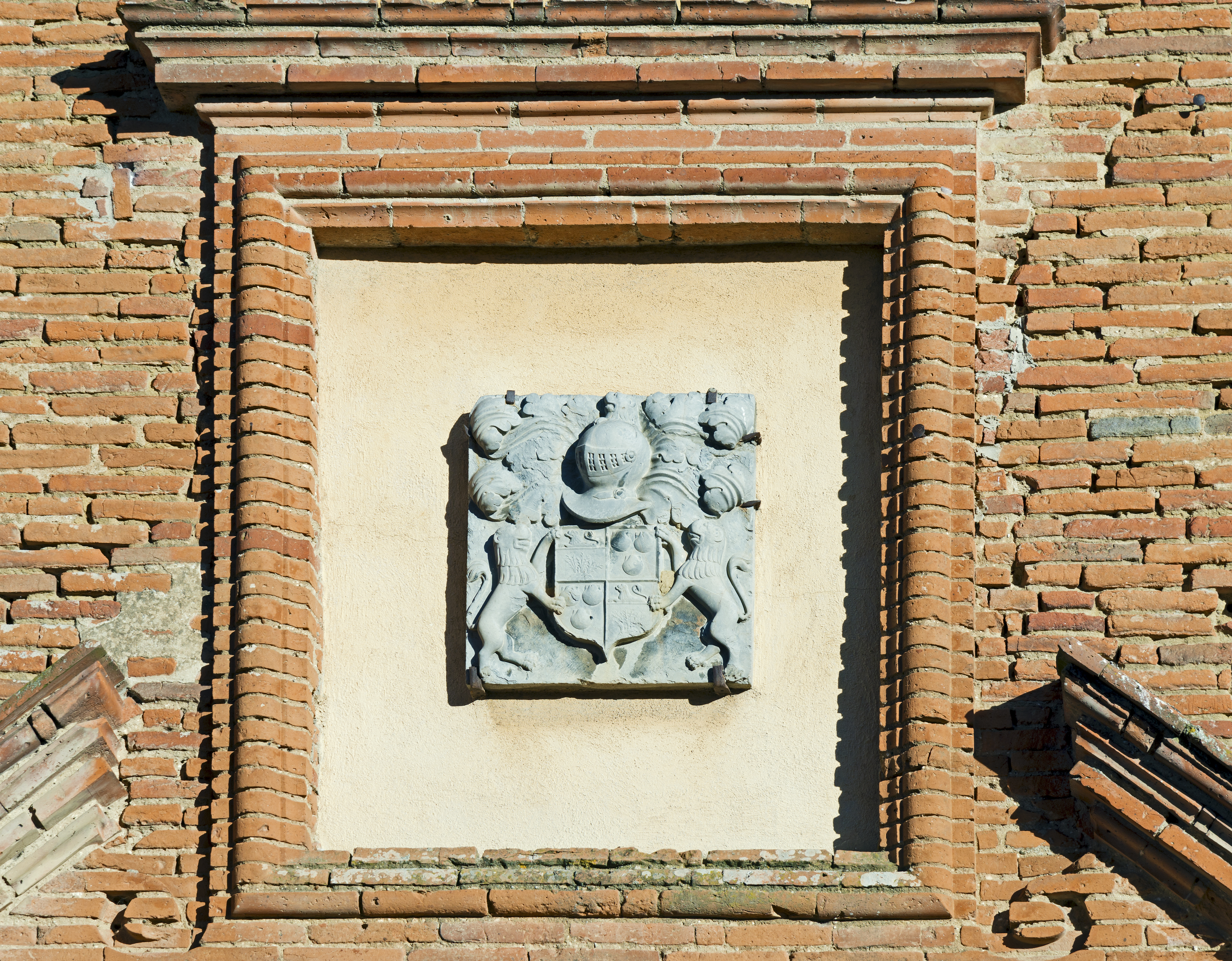